# Slowakische Badmintonmeisterschaft 1968
Die Slowakische Badmintonmeisterschaft 1968 war die zweite offizielle Auflage der Titelkämpfe im Badminton in der Slowakei. Sie fand vom 20. bis zum 21. April 1968 in Košice statt.

## Medaillengewinner
| Disziplin    | Gold                               | Silber                           | Bronze                       |
| ------------ | ---------------------------------- | -------------------------------- | ---------------------------- |
| Herreneinzel | Jaroslav Kozák                     | Jozef Žuffa                      | Cyril Konečný                |
| Dameneinzel  | Ľubica Žitňanová                   | Adriana Debnárová                | Gabriela Kaščáková           |
| Herrendoppel | Jaroslav Kozák Ladislav Rusnák     | Peter Jacina Jozef Kovér         | Jozef Žuffa Ján Šandorčin    |
| Damendoppel  | Adriana Debnárová Ľubica Žitňanová | Mária Beerová Gabriela Kaščáková | Mária Mártonová Gita Vašková |
| Mixed        | Peter Jacina Ľubica Žitňanová      | Jaroslav Kozák Eva Gurská        | Jozef Kovér Mária Beerová    |